# Interpolación cromática
Un algoritmo de interpolación cromática (conocida en inglés como demosaicing o demosaicking) es un proceso digital de imagen utilizado para reconstruir una imagen en color mediante las muestras cromáticas incompletas adquiridas desde un sensor de imagen recubierto con un mosaico de filtro de color (CFA).
La mayoría de cámaras digitales adquieren la información de color de la imagen utilizando un único sensor, el cual está recubierto de un mosaico de filtros que separan la luz en tres componentes, generalmente Rojo Verde y Azul (Mosaico de Bayer). La interpolación cromática permite obtener para cada pixel la información de color correspondiente, obteniendo una imagen de menor resolución en color a partir de la información de los elementos del sensor por separado.
En la mayoría de cámaras digitales la interpolación cromática se lleva a cabo mediante el software interno de procesamiento de la cámara. Sin embargo, las cámaras compactas con funciones avanzadas, las cámaras compactas de sistema y las Réflex digitales poseen la posibilidad de grabar directamente los datos del sensor en un formato especial para su posterior procesamiento en un ordenador con un programa específico para tal fin; este formato, dependiente por lo general del fabricante de la cámara, se conoce como RAW.

## Objetivo
La función de un algoritmo de interpolación cromática es reconstruir una imagen a todo color (p.ej un píxel de color completo) de la salida distribuida en canales de un sensor con mosaico de filtros de color. El algoritmo ideal debe poseer las siguientes características:
- Evitar la aparición de impurezas de color en la imagen, como aliasing, bordes de escalera (cambios abruptos de intensidad en un número de píxeles vecinos), entre otros.
- Conservar al máximo posible la resolución de la imagen.
- Baja complejidad computacional para acelerar el procesamiento o para implementarse en hardware de la manera más eficiente posible.
- Compatibilidad con el análisis para favorecer procesos de reducción de ruido.